# (686073) 2010 PT66
(686073) 2010 PT66, também escrito como (686073) 2010 PT66, é um corpo menor que está localizado no disco disperso, uma região do Sistema Solar. Este objeto está em uma ressonância orbital de 1:3 com o planeta Netuno. O mesmo possui uma magnitude absoluta de 6,2 e tem um diâmetro com cerca de 253 quilômetros.

## Descoberta
(686073) 2010 PT66 foi descoberto no dia 15 de agosto de 2010 pelos astrônomos D. L. Rabinowitz, M. Schwamb e S. Tourtellotte.

## Órbita
A órbita de (686073) 2010 PT66 tem uma excentricidade de 0,426 e possui um semieixo maior de 61,819 UA. O seu periélio leva o mesmo a 35,483 UA do Sol e seu afélio a uma distância de 88,155 UA.